# 安流県
安流県（あんりゅう-けん）は中華人民共和国江蘇省にかつて存在した県。現在の連雲港市南東部に相当する。
南北朝時代、宋により設置された鬱県を前身とする。斉により都昌県、東魏により安流県と改称された。北斉により廃止されている。